# Comaestremer

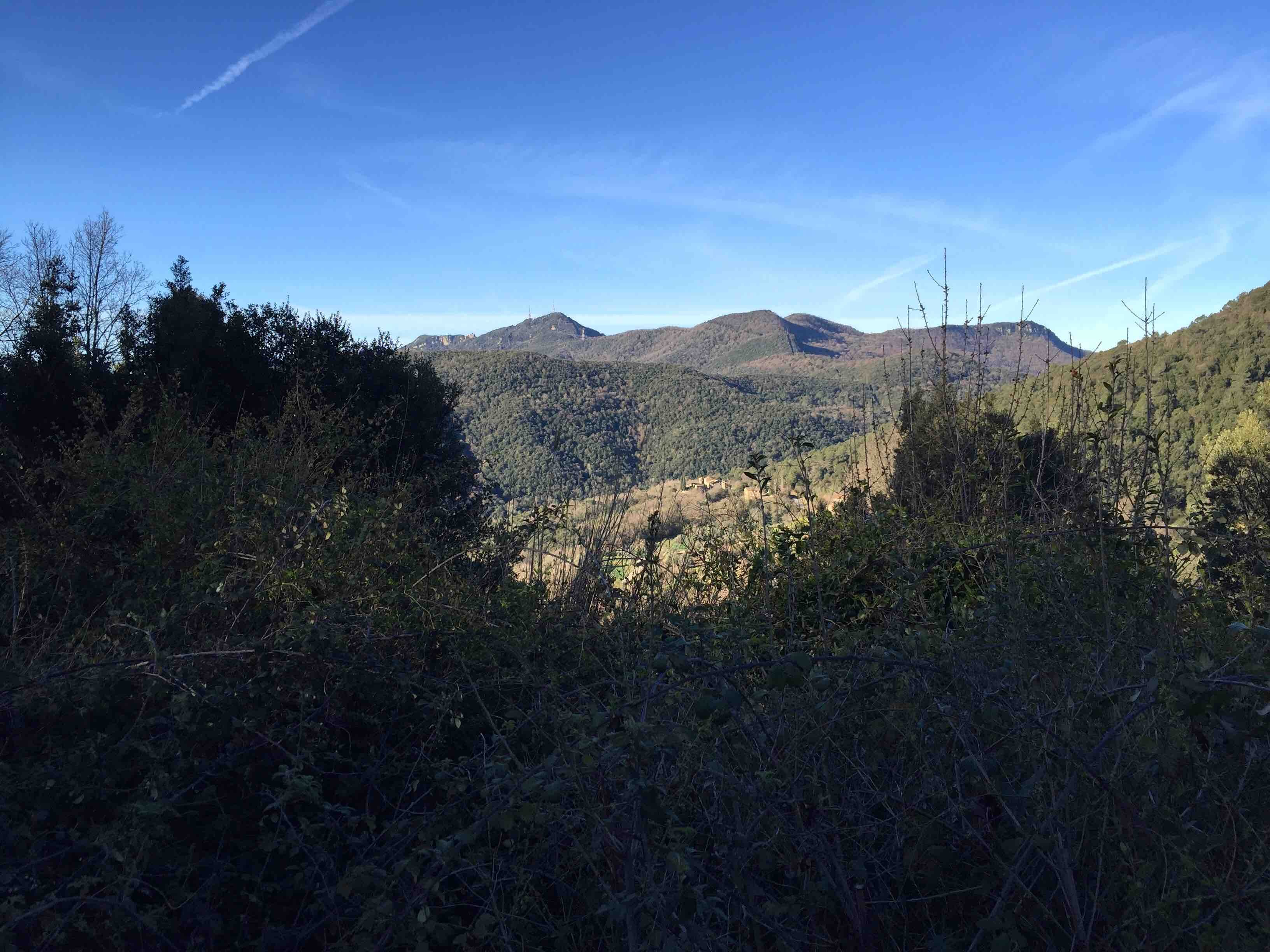

El Comaestremer és una muntanya de 885,8 metres que es troba entre els municipis de Canet d'Adri, a la comarca del Gironès i de Sant Miquel de Campmajor, a la comarca del Pla de l'Estany i és sostre comarcal d'aquesta última. El Comaestremer és una de les muntanyes més a l'est de la Serralada transversal Catalana.